# Disco de Curmsun

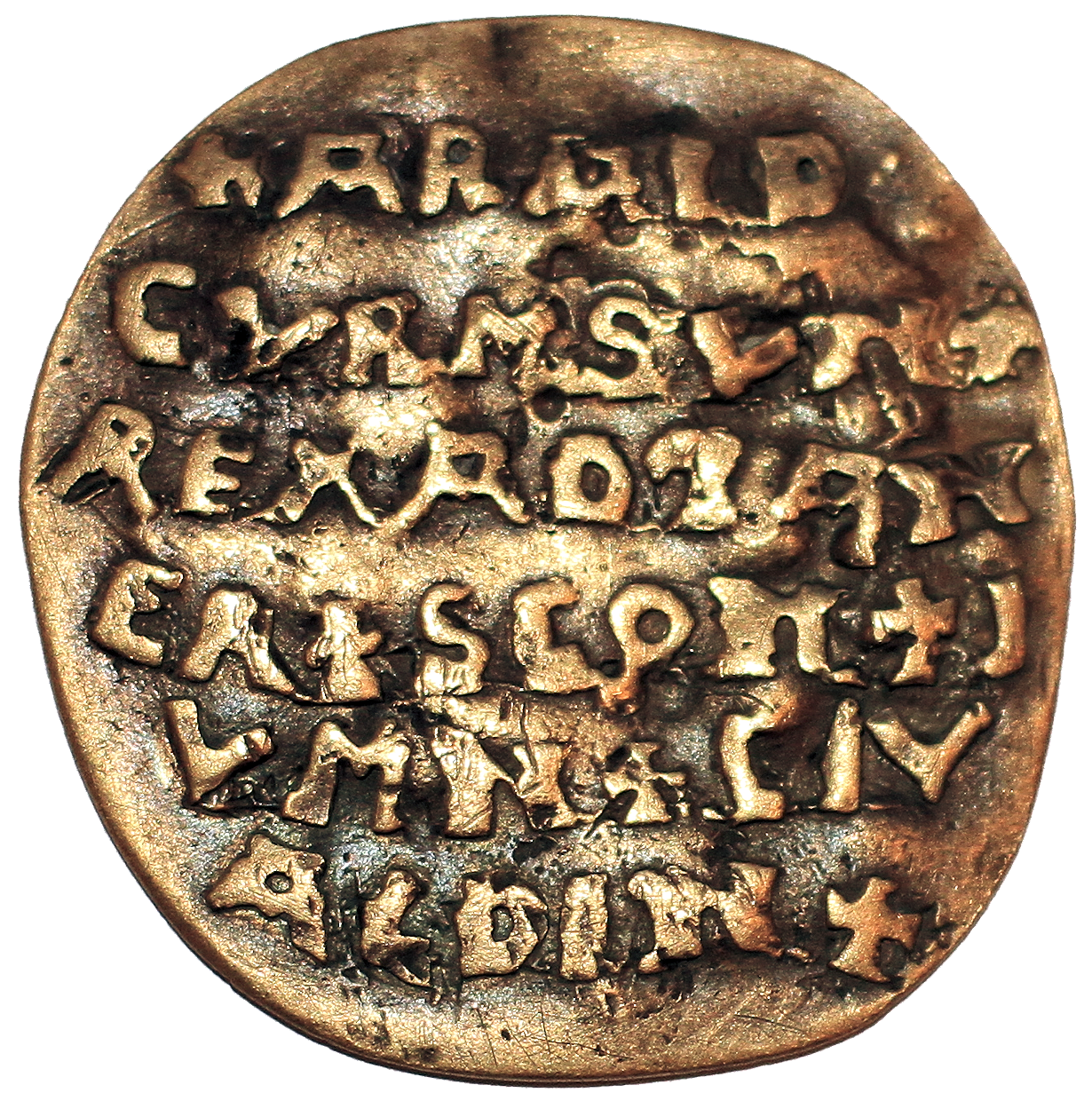
Disco de Curmsun - Anverso

El disco de Curmsun es un disco cóncavo de oro de unos 25,23 g de peso y un diámetro de 4,5 cm, que presenta una inscripción en la que se menciona al semilegendario rey nórdico Harald Blåtand. 
En el anverso lleva la inscripción +ARALD CVRMSVN+REX AD TANER+SCON+JVMN+CIV ALDIN+ (Harald hijo de Gorm rey de los daneses, Escania, Jumne, ciudad de Oldenburg). 
En el reverso hay una cresta octagonal, que corre alrededor del borde del objeto. En el centro de la cresta octagonal hay una cruz latina. Hay cuatro puntos alrededor de la cruz latina.
Una teoría dice que el disco de Curmsun podría haber sido ordenado como un sello dorado por Theophanu para confirmar o reinstalar a Harald Blåtand en el trono.

## Descubrimiento
El disco de Curmsun se encontró como parte de un tesoro de la era vikinga descubierto en 1841 en la cripta del sótano de una iglesia en ruinas en la aldea de Groß-Weckow, en Pomerania (ahora parte de Gmina Wolin, Polonia). Esta ubicación está justo al este de la orilla del río Dziwna y cerca del lugar donde se encontraba el bastión vikingo semi-legendario de Jomsborg entre los años 960 y 1043.
Según el arqueólogo sueco Sven Rosborn, la entrada a la cripta fue descubierta accidentalmente por el niño de 12 años Heinrich Boldt (tatarabuelo materno del actor estadounidense Ben Affleck), que estaba jugando con algunos niños más pequeños en un solar en construcción cerca de la capilla en ruinas.
Después del descubrimiento original, el tesoro quedó en la cripta hasta 1945, cuando un mayor del ejército polaco, Stefan Sielski, y su hermano Michal entraron y se apoderaron de lo que quedaba de él. El disco no parecía estar hecho de oro, por lo que fue colocado en una caja con botones viejos. En 2014, la bisnieta de Michal Sielski de 11 años le mostró el disco a su profesor de historia, lo que propició el redescubrimiento de la pieza del que se informó en la prensa el 5 de diciembre de 2014.

## Autentificación
Análisis metalúrgico

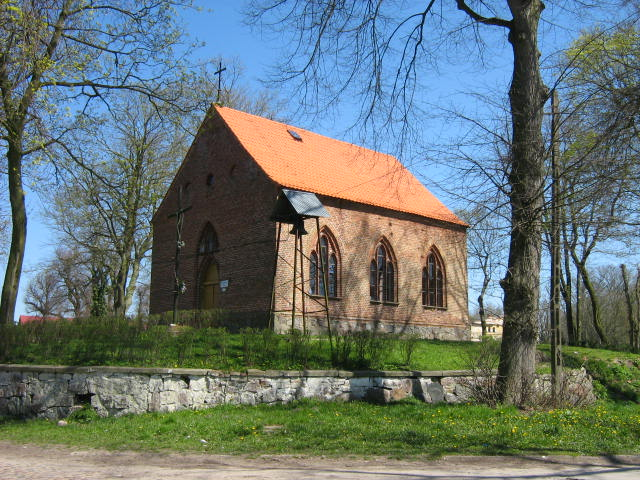
Iglesia de Wiejkowo (Groß Weckow) 2008.

El disco se sometió a un análisis con un microscópico electrónico en la Universidad de Lund (Suecia), que mostró una aleación no homogénea con un contenido de oro que oscilaba entre el 83,3 y 92,8 %. La superficie y la aleación mostraron características típicas de los objetos creados durante la última parte de la Edad Media. No se descubrieron rastros de procesos o productos químicos modernos. El análisis de superficie realizado por un gemólogo, Jonny Westling, designado por la Cámara de Comercio Sueca y por Lloyds/Brookfield Underwriting, mostró inclusiones y patinaciones naturales.
Objetos de referencia
El hallazgo consta de cinco objetos en la actualidad: una moneda de plata del reinado de Otto I, un brazalete de bronce con una decoración de guiones que cubre la superficie, un fragmento de otro brazalete de bronce, una pequeña pieza de oro estampada y el propio disco de Curmsun.

## Exposición
El disco de Curmsun es propiedad de una empresa cuya identidad no ha sido divulgada, y está depositado en la bóveda de un banco en Suecia. El valor asegurado del disco es de 3,5 millones de dólares y la valoración ha sido realizada por Jonny Westling, un experto designado por la Cámara de Comercio Sueca y Lloyds/Brookfield Underwriting. En 2015 se estaba a la espera de que el disco se entregase a un museo o a un coleccionista privado.